# Scio (Nueva York)
Scio es un pueblo ubicado en el condado de Allegany en el estado estadounidense de Nueva York. En el año 2000 tenía una población de 1.914 habitantes y una densidad poblacional de 21.0 personas por km².

## Geografía
Scio se encuentra ubicado en las coordenadas 42°8′58″N 78°0′22″O / 42.14944, -78.00611.

## Demografía
Según la Oficina del Censo en 2000 los ingresos medios por hogar en la localidad eran de $32,679, y los ingresos medios por familia eran $38,250. Los hombres tenían unos ingresos medios de $30,242 frente a los $20,595 para las mujeres. La renta per cápita para la localidad era de $14,472. Alrededor del 14.6% de la población estaban por debajo del umbral de pobreza.